# Football Club Red Star Mulhouse
Ne doit pas être confondu avec FC Mulhouse.
Le FC Red Star Mulhouse est un club de football fondé en 1925 à Mulhouse. Le 22 juin 2002, il fusionne avec l'AS Mulhouse pour former l'Association Sportive Red Star Mulhouse Football , puis après la mutualisation avec le REAL ASPTT MULHOUSE devient en 2023 le MULHOUSE FOOT REUNIS.

## Historique
Le club est fondé en 1925 dans le quartier Wolf Lefèbre à Mulhouse. Le club entre en championnat d'Alsace en 1926 et affiche rapidement de bons résultats. En 1929, le club s'installe au Stade de la Mertzau. Le club finit champion de Division d'Honneur en 1935.
En 1940, le club est renommé par les Allemands F.C. Rot Weiss. Après une mise en sommeil, le club reprend ses activités en 1945, en Deuxième Division Départementale. Grâce à l'accent mis sur le recrutement et la formation, le FC Red Star remporte le titre de Division 2 en 1949.
Tout au long des années 1950, le club prend du volume et crée de nombreuses équipes de jeunes et de pupilles. En 1958, son stade est agrandi. En 1958-1959, le club évolue en Promotion d'Honneur. La saison suivante, le club est relégué en Première Division Départementale. En 1971-1972, le club termine champion de Division 1 et remonte en Promotion d'Honneur. Après une deuxième place en 1975, le club voit la disparition de son stade et devient itinérant jusqu'en 1979, où le club s'installe à Bourtzwiller, alors délaissé par le FC Mulhouse pour le Stade de l'Ill. Léon Deladerrière prend les rênes de l'équipe. En 1980, le club monte enfin en Division d'Honneur.
Après deux saisons difficiles, en 1985, le club accède à la Division IV. La plupart des saisons sont compliquées pour le club, où seule une quatrième place en 1987 est à noter. En 1988, le club remporte néanmoins la Coupe d'Alsace de football, et l'année suivante, le club atteint le 8e tour de la coupe de France de football, jouée face au FC Mulhouse. Dans la mesure où les coûts des déplacements et le manque de réussites pèsent sur le moral de l'équipe, la chute se fait en 1992, quand le club retrouve la DH.
En 2023, après deux saisons en entente avec le REAL ASPTT MULHOUSE sous l'impulsion de Charles Hunold ( Président de l'AS RED STAR) François Pottier et Sébastien Contreras ( Président du REAL ASPTT MULHOUSE ) , les clubs fusionnent et deviennent MULHOUSE FOOT REUNIS . 

## Palmarès et résultats sportifs

### Titres et trophées
| Compétitions nationales                                                                  | Compétitions régionales | Compétitions locales |
| - Division 4 (Quatrième niveau national) - 7 saisons - Meilleure place: 4e (gr. C): 1987 | - DH Alsace - Champion : 1935, 1985 - Promotion d'Honneur - Champion : 1980 - Coupe d'Alsace de football - Champion : 1988 | - Division 1 Départementale (1er niveau de district) - Champion : 1972 - Division 2 Départementale (2e niveau de district) - Champion : 1949 - Division 3 Départementale (3e niveau de district) - Non-communiqué. |

### Bilan par saison
| Saison  | Div.             | Clas. | Pts. | M.J. | Vic. | Nuls | Déf. | B.P. | B.C. | D.B. | Coupe de France | Coupe d'Alsace |
| ------- | ---------------- | ----- | ---- | ---- | ---- | ---- | ---- | ---- | ---- | ---- | --------------- | -------------- |
| 1980-81 | DH Alsace        | 10    | 23   | 26   | 9    | 5    | 12   | 30   | 38   | -8   |                 |                |
| 1981-82 | DH Alsace        | 9     | 28   | 28   | 10   | 8    | 10   | 32   | 38   | -6   |                 |                |
| 1982-83 | DH Alsace        | 3     | 32   | 26   | 12   | 8    | 6    | 42   | 31   | 11   |                 |                |
| 1983-84 | DH Alsace        | 2     | 38   | 26   | 15   | 8    | 3    | 42   | 20   | 22   |                 |                |
| 1984-85 | DH Alsace        | 1     | 38   | 26   | 14   | 10   | 2    | 52   | 18   | 34   |                 |                |
| 1985-86 | Division 4 gr. C | 9     | 24   | 26   | 8    | 8    | 10   | 28   | 34   | -6   |                 |                |
| 1986-87 | Division 4 gr. C | 4     | 28   | 26   | 8    | 12   | 6    | 38   | 33   | 5    |                 |                |
| 1987-88 | Division 4 gr. C | 9     | 24   | 26   | 8    | 8    | 10   | 27   | 34   | -7   |                 | Champion       |
| 1988-89 | Division 4 gr. C | 11    | 22   | 26   | 7    | 8    | 11   | 31   | 34   | -3   | 8e tour         |                |
| 1989-90 | Division 4 gr. C | 11    | 21   | 26   | 9    | 3    | 14   | 28   | 36   | -8   |                 |                |
| 1990-91 | Division 4 gr. C | 12    | 17   | 26   | 5    | 7    | 14   | 29   | 37   | -8   |                 |                |
| 1991-92 | Division 4 gr. C | 14    | 17   | 26   | 5    | 7    | 14   | 29   | 48   | -19  |                 |                |
| 1992-93 | DH Alsace        | 11    | 22   | 26   | 8    | 6    | 12   | 33   | 44   | -11  |                 |                |
| 1993-94 | DH Alsace        | 14    | 12   | 26   |      |      |      |      |      |      |                 |                |

## Anciens joueurs devenus professionnels
- Salih Durkalić